# Уека
Уека или Новозеландски дърдавец (Gallirallus australis) е вид нелетяща птица от семейство Дърдавцови. Видът е ендемичен за Нова Зеландия. Описани са четири подвида. Уека са компактни кафяви птици с размери на домашна кокошка. Всеядни са, като консумират предимно безгръбначни и плодове. Снасят яйца в месеците между август и януари, като представителите и на двата пола участват в мътенето им.

## Описание
Уека са с кафяво оперение и петна с черен и сив цвят. Основният кафяв цвят варира от по-светъл до тъмен в зависимост от подвида. Дължината на тялото е над 50 cm, теглото при мъжките е около 1 kg, а на женските са около 700 g. Клюнът е червеникаво-кафяв с дължина около 5 cm, як и заострен. Опашката е къса, краката са здрави, а крилата са слабо редуцирани.

## Подвидове
Името Уека е с маорски произход. Видът е наречен Rallus australis от Андерс Ериксън Спарман през 1789 г. Спарман публикува информацията в Museum Carlsonianum с четири екземпляра, събрани при плаванията на капитан Джеймс Кук между 1772 и 1775 г. Australis на латински означава „южен“. През 1830 г. Йохан Георг Ваглер предлага птиците да бъдат класифицирани в род Ocydromus с няколко вида. Въпреки това по-късно е решено птиците да бъдат включени в род Gallirallus като един вид с четири подвида.
- Gallirallus australis hectori[6] – в миналото е обитавал източните части на Южния остров, но в наши дни се среща само на островите Чатъм и Пит, където практически са интродуцирани през 1900-те години. Повторното им реинтродуциране в района на Кентърбъри до момента се оказва неуспешно. Оперението им е с по-светъл цвят от представителите на останалите подвидове.
- Gallirallus australis greyi[7] – разпространен е в крайния северен регион на Северния остров – Нортлънд, и в района на Повърти бей в източната част на острова. Този подвид се различава по своето сиво оперение в долната част на тялото и кафяво до червеникави крака[8].
- Gallirallus australis australis[9] – среща се главно в северните и западните райони на Южния остров. Отличават се с тъмно червено-кафяви и черни ивици върху гърдите. Подвидът има два различни варианта на оцветяване, като при тези от най-южните части преобладава повече черен цвят.
- Gallirallus australis scotti – по-малък е в сравнение с другите подвидове и подобно на предходния подвид има две форми – кестенява и черна, която е по-светла от тази на Gallirallus australis australis. Представителите живеят само на остров Стюард, прилежащите към него островчета и остров Капити, където са интродуцирани.[8]

## Местообитание и хранене
Уека обитават области като гори, субалпийски ливади, пясъчни дюни, скалисти брегове и променена на полуградска среда. Те са всеядни, с диета, включваща 30% храни от животински произход и 70% от растителен. Животинската храна включва земни червеи, ларви, бръмбари, уета, мравки, охлюви, насекоми, яйца, жаби, паяци, плъхове, мишки и малки птици. Растителните храни включват листа, трева, плодове и семена. Птиците са и важни разпространители на семена на различни растения, които отделят с изпражненията си. Често се случва уека да проявяват любопитство, като се доближават до хората в търсене на подходяща храна.

## Размножаване
Началото на размножителния период варира, като се влияе от изобилието на храна в природата. Птиците могат да отгледат до 4 люпила през годината. Гнездата са направени на земята под прикритието на дебела растителност. Птиците ги строят, като носят трева или други подходящи материали. Има формата на купа, в която снасят до четири яйца. Обикновено женските снасят по три розови яйца с мрамориран вид от по-тъмни кафяви и лилави петна. И двата пола вземат участие в инкубацията. Пилетата се излюпват след един месец и се хранят от двамата родители, докато напълно бъдат отгледани докъм шестата – десетата седмица.

## Природозащитен статут
Уека са класифицирани като уязвим вид. Министерството на защита на природната среда е изготвило план за опазване на вида, одобрена през 1999 г. Същата има за цел да подобри състоянието на вида и в крайна сметка да възстановява птиците в първоначалните им естествени местообитания.
Видът е проблематичен по отношение на опазването му, особено някои подвидове са по-застрашени от други. От друга страна интродуцирането му на острови, където до момента не е обитавал, може да се окаже заплаха за други ендемитни видове. Птиците не са в състояние да се справят с натиска от страна на хората. Въпреки това, те могат да бъдат много продуктивни особено при наличие на хранителни продукти. Описани са случаи на целогодишно размножаване, като една двойка дава до 14 малки годишно. Птиците лесно се адаптират към човешките местообитания, но фактът, че са изчезнали на голяма част от ареала си, говори, че са силно уязвими по отношение на човешките заплахи. Основните заплахи са хищните порове, котки и кучета, които нападат възрастните птици. Поровете са и заплаха за пилетата, а плъховете за яйцата. Видът е изправен пред конкуренция с въведени видове в търсенето на храна. Промяната на хабитата също оказва вреден ефект върху популацията. Болестите и паразитите оказват влияние върху числеността им. Сушата е причина за изчезването им от някои области. На много места птиците стават жертва и на превозните средства. Борбата с вредителите също оказва вредно въздействие. Всичко това води до разпокъсване и фрагментиране на популациите и увеличава риска от намаляване на генетичното разнообразие.

## Във фолклора
Уека са птици, които са заели място в маорската култура, като се отдава възхищение на тяхното любопитство и смелост. Това им качество позволява лесното им залавяне от хората. Птиците са използвани от маорите като източник на храна. От тях добивали и парфюм, мас, използвана за лечение на възпаления, пера за облеклото. Ползвани са и за примамки при улов на кучета. В началото европейските изследователи и заселници често наричали птиците „храстови кокошки“.